# Sjöreglering
Sjöreglering är konstgjorda ingrepp i insjöars naturliga avloppsförhållanden i syfte att förändra antingen deras vattenstånd eller deras vattenavrinning. 

## Vattenståndsreglering
Där vattenståndsregleringen är huvudändamålet försöker söker man vanligen minska de naturliga skiftningarna. En sänkning av högvattenståndet är alltid fördelaktig för strandägarna kring sjön, likaså sänkning av "vegetationsvattenståndet", som inträffar vid såningstiden. Däremot är det ofta olämpligt att sänka sommarlågvattnet, då det kan skada fisk- och kräftyngel, bryggor och grundläggningar av trä, försämra båttrafiken och torrlägga osunda och fula strandpartier. Om sjön är långgrund och har en botten som är lämplig för odling kan det löna sig att sänka även lågvattnet; en mycket grund sjö kan till och med tömmas helt.

## Vattenavrinningsreglering
Den andra typen av sjöregleringar omfattar de ingrepp som minskar vattenavrinningens variationer. Detta mål kan uppnås endast genom ökning av vattenståndsvariationerna i sjön, så att det bildas tillräckligt utrymme för magasinering av tillrinningen under regnperioder, vilket sedan används för att täcka bristen under torkperioder. Dessutom krävs en regleringsdamm vid sjöns utlopp.

## Sjöreglering i Sverige
SMHI utövar kontroll av ca 150 sjöregleringar och kraftverksdrift. Exempel på delvis sänkta svenska sjöar är Hjälmaren, Kvismaresjöarna, Tämnaren, Hornborgasjön, Hästefjorden, Ringsjön och Finjasjön.
Sjöregleringar, där främst jordbrukets intressen gynnades, kunde i allmänhet utan alltför stora svårigheter genomföras med stöd av den svenska dikningslagen från 20 juni 1879, som tillät tvångssammanslutning och lagstadgade fördelning av kostnaderna mellan samtliga intresserade samt utrivning (mot ersättning) av nedanför sjön belägna vattenverk.